# Zehnkampf-Länderkampf der Männer 1965 Jugoslawien – BR Deutschland
| 2. Leichtathletik-Länderkampf mit bundesdeutscher Beteiligung 1965 | 2. Leichtathletik-Länderkampf mit bundesdeutscher Beteiligung 1965 |
| ------------------------------------------------------------------ | ------------------------------------------------------------------ |
|                                                                    |                                                                    |
| Zehnkampf-Vergleich der Männer: Jugoslawien – BR Deutschland       |                                                                    |
| Austragungsort                                                     | Celje                                                              |
| Wettbewerbe                                                        | 1                                                                  |
| Datum                                                              | 26./27. Juni 1965                                                  |
| 1. FRG 2. YUG                                                      | 12 Punkte 10 Punkte                                                |
| Chronik                                                            |                                                                    |
| ← NLD-FRG-SUI Straßenlauf (M)                                      | YUG-FRG Fünfkampf (F) →                                            |

Den zweiten Vergleich des Länderkampfjahres 1965 trugen die bundesdeutschen Zehnkämpfer am 26./27. Juni mit Jugoslawien in Celje aus. Es war nach 1963 das zweite Aufeinandertreffen der beiden Länder in einem Zehnkampf, das erste hatten die Sportler aus der Bundesrepublik Deutschland gewonnen. Diesmal fand die Begegnung in der jugoslawischen Stadt Celje statt.

## Wettbewerbe und Modus
Jede Nation stellte vier Zehnkämpfer, von denen die drei Besten gewertet wurden. Die Punkte wurden nach folgendem Schema verteilt: 1. Platz: 7 Punkte / 2. Pl: 5 P. / 3. Pl: 4 P. / 4. Pl: 3 P. / …

## Ergebnis
Es gab einen jugoslawischen Einzelsieg. Die nicht in der stärksten Besetzung angetretene bundesdeutsche Mannschaft belegte die Ränge zwei, drei, vier und acht und lag damit in der Endabrechnung mit zwölf zu zehn Punkten vorn.

## Legende
Kurze Übersicht zur Bedeutung der Symbolik – so üblicherweise auch in sonstigen Veröffentlichungen verwendet:
| DNF | nicht im Ziel (did not finish) |
| DNS | nicht am Start (did not start) |

### Zehnkampf
| Platz | Name                 | Nation | Punkte | 100 m  | Weit- sprung | Kugel- stoßen | Hoch- sprung | 400 m  | 110 m Hürden | Diskus- wurf | Stabhoch- sprung | Speer- wurf | 1500 m     |
| ----- | -------------------- | ------ | ------ | ------ | ------------ | ------------- | ------------ | ------ | ------------ | ------------ | ---------------- | ----------- | ---------- |
| 1     | Franc Vravnik        | YUG    | 7486   | 11,1 s | 6,45 m       | 15,11 m       | 1,81 m       | 52,0 s | 15,4 s       | 46,47 m      | 4,20 m           | 60,96 m     | 4:36,0 min |
| 2     | Wolfgang Heise       | FRG    | 7348   | 11,1 s | 6,93 m       | 13,97 m       | 1,75 m       | 51,5 s | 15,2 s       | 36,38 m      | 3,90 m           | 64,10 m     | 4:29,8 min |
| 3     | Bernd Knut           | FRG    | 6881   | 11,4 s | 6,62 m       | 12,86 m       | 1,75 m       | 52,8 s | 16,1 s       | 39,75 m      | 3,80 m           | 59,15 m     | 4:37,0 min |
| 4     | Karl-Heinz Drygalski | FRG    | 6681   | 11,4 s | 6,27 m       | 12,83 m       | 1,81 m       | 53,1 s | 16,1 s       | 38,19 m      | 3,70 m           | 49,90 m     | 4:37,5 min |
| 5     | Esad Vilic           | YUG    | 6349   | 11,6 s | 6,29 m       | 14,91 m       | 1,81 m       | 54,9 s | 17,2 s       | 46,01 m      | 3,00 m           | 49,85 m     | 5:14,6 min |
| 6     | Marinko Lučić        | YUG    | 6012   | 11,5 s | 6,82 m       | 11,36 m       | 1,70 m       | 53,3 s | 17,7 s       | 28,42 m      | 2,80 m           | 50,48 m     | 4:30,8 min |
| 7     | Alojz Bole           | YUG    | 5979   | 11,7 s | 6,52 m       | 12,01 m       | 1,75 m       | 55,0 s | 16,4 s       | 31,95 m      | 3,20 m           | 43,40 m     | 4:57,6 min |
| 8     | Günther Grube        | FRG    | 5564   | 11,0 s | 6,79 m       | 12,84 m       | 1,50 m       | 52,0 s | DNF          | 40,28 m      | 3,80 m           | 60,82 m     | DNS        |